# NGC 1081
NGC 1081 (również PGC 10411) – galaktyka spiralna (Sb), znajdująca się w gwiazdozbiorze Erydanu. Odkrył ją 29 września 1886 roku Lewis A. Swift.